# 奥奥萨
奥奥萨（法語：Aux-Aussat）是法国热尔省的一个市镇，属于米朗德区（Mirande）米埃朗县（Miélan）。该市镇总面积12.61平方公里，2009年时的人口为256人。

## 人口
奥奥萨人口变化图示